# Rahmania
Ne doit pas être confondu avec Rahmaniyya.
Rahmania (anciennement Sainte-Amélie lors de la colonisation française) est une commune de la wilaya d'Alger en Algérie, située au sud-ouest d'Alger. Elle est la moins peuplée de toute la wilaya.

## Géographie

### Situation
Rahmania se situe sur le Sahel algérois, à environ 25 km au sud-ouest d'Alger.
| Souidania, Forêt de Zéralda | Souidania                | Douera |
| Mahelma                     | Rahmania                 | Douera |
| Mahelma, Douera             | Douera, Forêt de Mahelma | Douera |

### Localités de la commune
La commune est constituée d'une agglomération principale, Rahmania (chef-lieu) et de trois agglomérations secondaires : Haouch Scaladji, Naâmoun El Amri, Mahieddine Mustapha et Chentaba.
Plusieurs nouvelles cités ont été bâties sur le territoire de la commune, faisant part du plan de la nouvelle ville de Sidi Abdellah.

## Histoire
Le petit village colonial nommé Sainte-Amélie constitué en 1844 de deux rangées de maisons, à toujours fait partie de la commune de Douéra jusqu'à la création de la nouvelle commune de Rahmania en 1984.
Le sort de cette petite commune calme au paysage rural change complètement lorsque la quasi-totalité de son territoire sera choisi pour la création de la Nouvelle Ville de Sidi Abdellah à partir de 2004. Un cyber-parc et de grands équipements sont en cours construction.
Des nouvelles cités, plusieurs immeubles, une zone industrielle, plusieurs routes ont été réalisés depuis.

## Démographie
La commune est la moins peuplée de toute la wilaya d'Alger. Elle est la seule à compter moins de 10 000 habitants en 2008.
| 1867 | 1884 | 1902 | 1912 | 1923 | 1936 | 1954 | 1960 | 1966 |
| ---- | ---- | ---- | ---- | ---- | ---- | ---- | ---- | ---- |
| 377  | 238  | 284  | -    | -    | -    | -    | -    | -    |

| 1977 | 1987  | 1998  | 2008  | - | - | - | - | - |
| ---- | ----- | ----- | ----- | - | - | - | - | - |
| -    | 3 762 | 5 759 | 7 396 | - | - | - | - | - |

## Économie

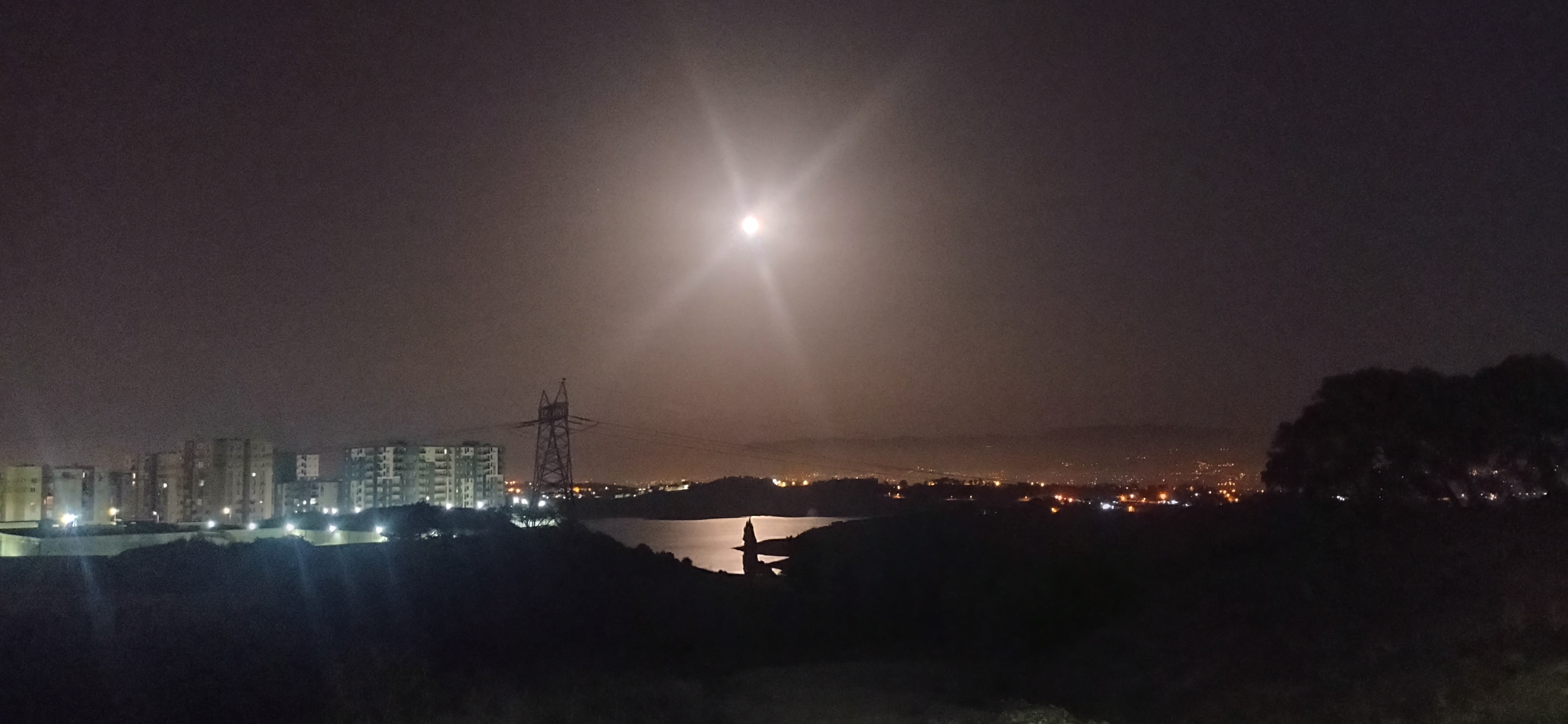
Pleine lune sur la plaine de la Mitidja et les mont Chréa à l'horizon, le barrage réservoir de Douéra au second plan, vue prise depuis Rahmania une certaine nuit d'été.

Sans ressources ni industries, à vocation rurale, ce fût longtemps la commune la plus pauvre de la Wilaya avec un budget de 11 millions de DA (120 000 €) en 2007.
La totalité de son territoire faisant partie du projet de Nouvelle Ville de Sidi Abdellah, la majeure partie des terres ont été achetées par l'ANSA.
Le Cyberparc de Sidi Abdellah se trouve à Rahmania, il s’étend sur une superficie de 100 hectares, plusieurs sociétés et entreprises y se sont installées, comme l'industrie pharmaceutique (Sanofi Aventis de France, Hikma, El Kendi Pharmaceutical et Al Dar Al Arabia de la Jordanie, Andi Brahim de la Turquie, etc) ou dans l'industrie du papier (SARL WAFA), etc ; la commune accueille également quelques établissements publics tels que l'Autorité Gouvernementale de Certification Electronique (AGCE), l'Entreprise d'Appui au Développement Numérique (EADN) ainsi que le nouveau Laboratoire National d'Essais (LNE) qui y ont leurs sièges.

## Infrastructures
La commune de Rahmania fût depuis toujours un passage routier vers la côte ouest de l'algérois, abritant plusieurs hameaux et quelques établissements de services ; la commune contient des établissements scolaires ainsi qu'un centre de formation professionnelle spécialisé nommé l'Institut National Spécialisé en Formation Professionnelle INSPF Sidi Abdellah.
Avec la nouvelle extension de la ville d'Alger et le développement de la Nouvelle Ville de Sidi Abdellah, la commune a bénéficié de la construction de plusieurs routes et artères reliant toutes ses communes limitrophes (Douéra, Souidania, Mahelma) desservant ainsi toute la région ouest de l'algérois.